# تروگیر
تْروگیر (به کرواتی: Trogir) شهری در ایالت اسپلیت-دالماتیا کشور کرواسی است که جمعیت آن در سال ۲۰۱۱ میلادی ۱۲٬۷۲۹ نفر بوده‌است.